# Alosa de Somàlia
L'alosa de Somàlia (Mirafra somalica) és una espècie d'ocell de la família dels alàudids (Alaudidae) 

## Hàbitat i distribució
Habita deserts de Somàlia.